# Phrataria transcissata
Phrataria transcissata är en fjärilsart som beskrevs av Walker 1862. Phrataria transcissata ingår i släktet Phrataria och familjen mätare. Inga underarter finns listade i Catalogue of Life.

## Bildgalleri

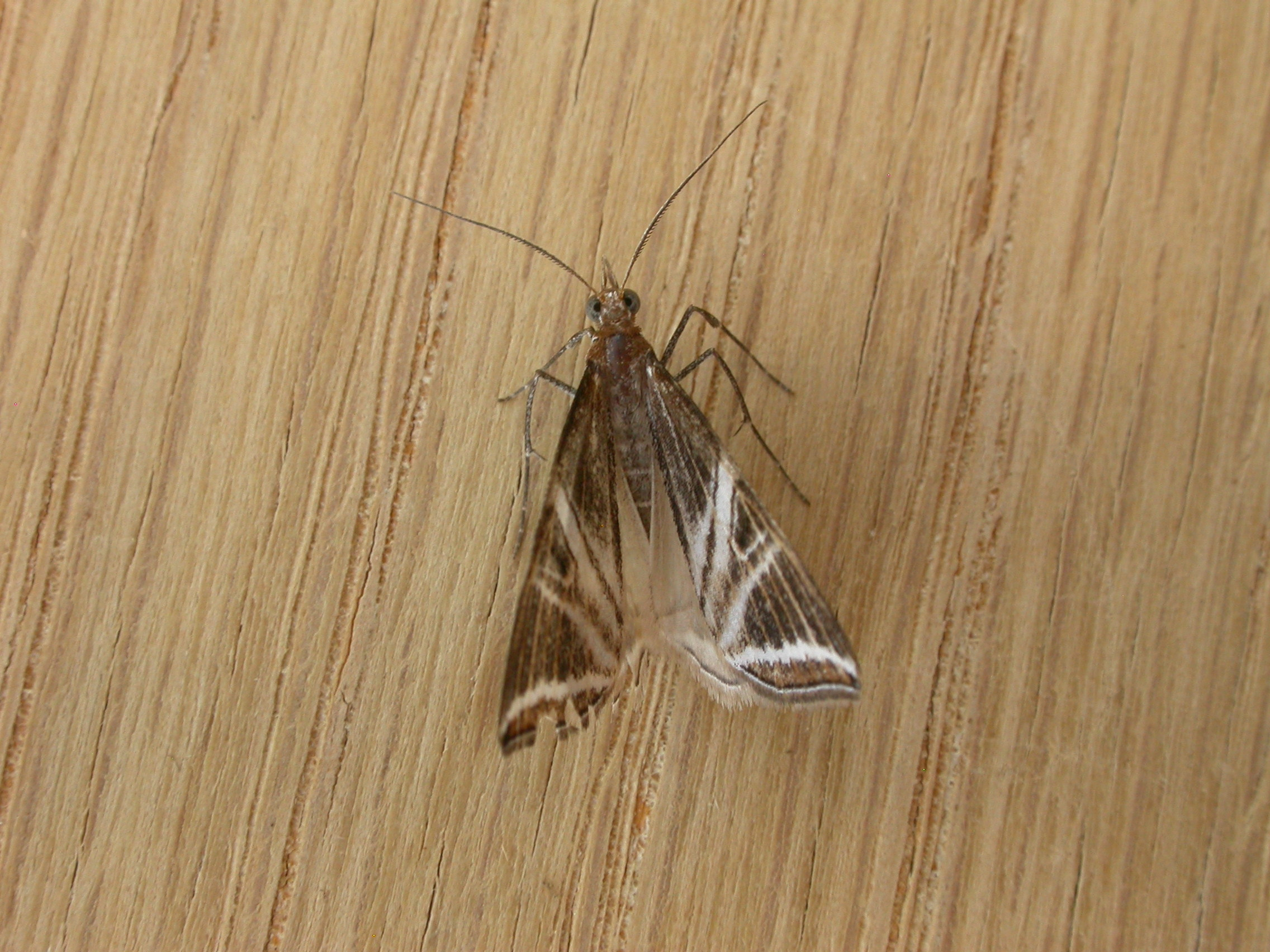
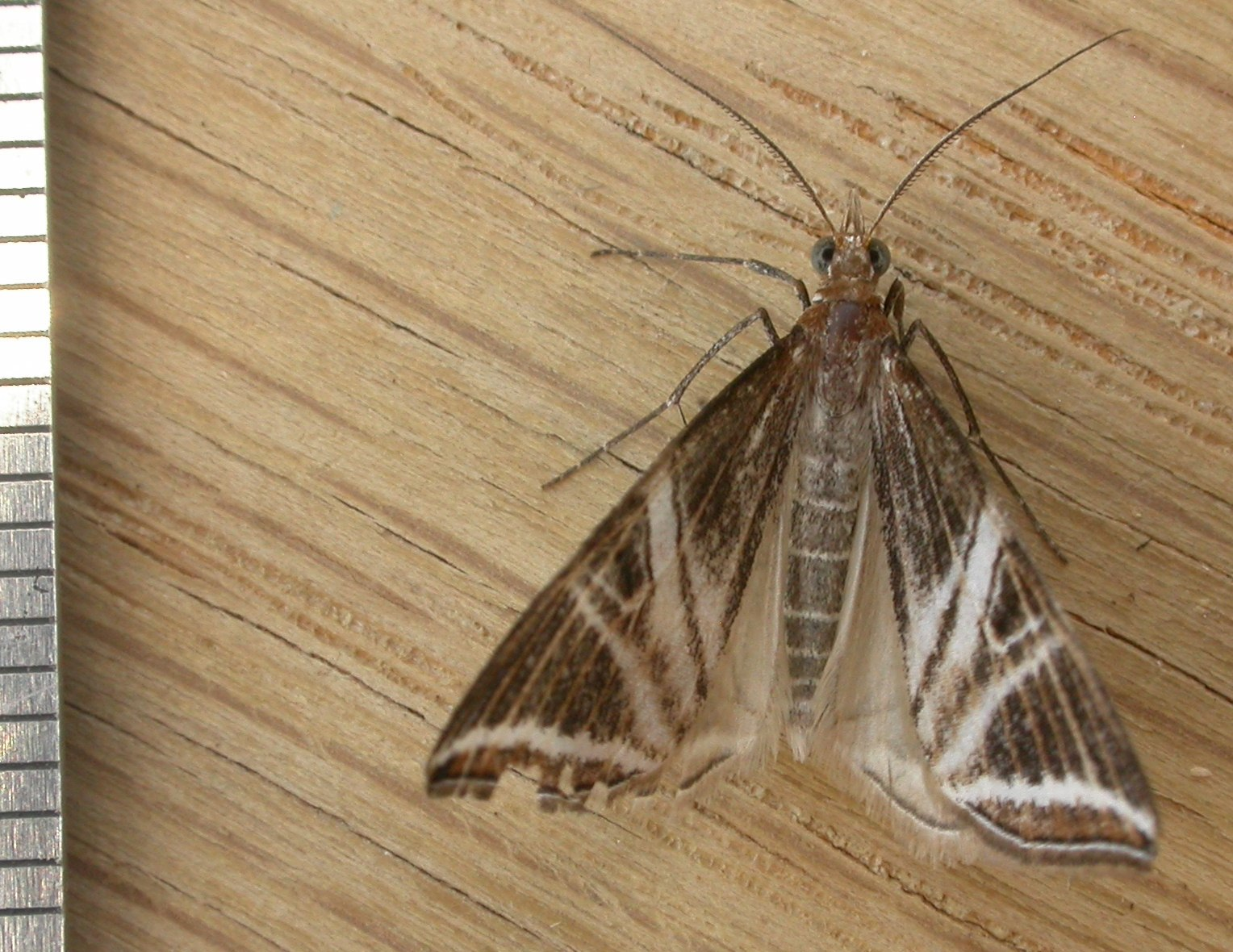
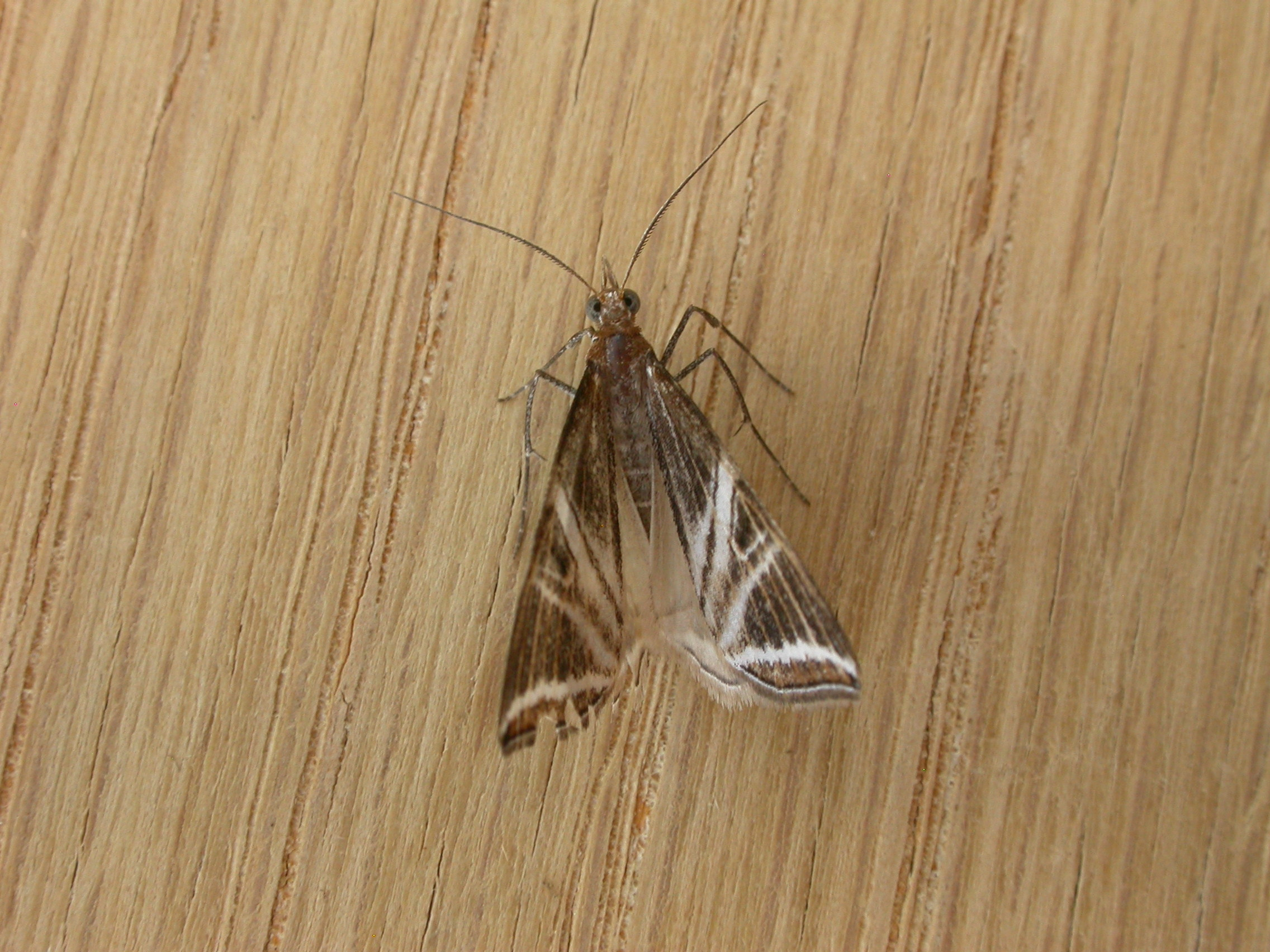